# 風間賢二
風間 賢二（かざま けんじ、1953年（昭和28年）12月19日 - ）は、日本の英米文学翻訳家、幻想文学研究家、アンソロジスト。本名：引田直巳。
首都大学東京、明治大学、青山学院大学非常勤講師。

## 来歴
東京都生まれ。武蔵大学人文学部欧米文化学科卒業、早川書房勤務を経てフリーに。早川書房在職中に『ハヤカワ文庫』でファンタジーの叢書、ハヤカワ文庫FTを創設する。また翻訳ホラー小説の叢書『モダンホラー・セレクション』を企画した。
1998年に『ホラー小説大全』で第51回日本推理作家協会賞評論その他の部門受賞。
竹本健治が創設した変格ミステリ作家クラブの会員。

## 著書

### 単著
- 『ダンスする文学』（自由国民社） 1993
- 『いけない読書マニュアル ベスト・セレクト・ノヴェルズ350篇』（自由国民社） 1994
- 『快楽読書倶楽部』（創拓社） 1995
- 『スティーヴン・キング 恐怖の愉しみ』（筑摩書房） 1996
- 『ホラー小説大全』（角川選書） 1997、増補版 角川ホラー文庫 2002、双葉文庫 2014、完全版 青土社 2023
- 『オルタナティヴ・フィクション』（水声社） 1999
- 『ジャンク・フィクション・ワールド』（新書館） 2001
- 『きみがアリスで、ぼくがピーター・パンだったころ おとなが読むファンタジー・ガイド』（ナナ・コーポレート・コミュニケーション） 2002
- 『NHKカルチャーラジオ 文学の世界 怪奇幻想ミステリーはお好き? - その誕生から日本における受容まで』 (NHK出版） 2013
- 『スティーヴン・キング論集成　アメリカの悪夢と超現実的光景』（青土社） 2021
- 『怪異猟奇ミステリー全史』（新潮選書） 2022

### 編纂
- 『ヴィクトリア朝妖精物語』（ちくま文庫） 1990
- 『コンプリート スティーヴン・キング 増補改訂新装版』（奥沢成樹共編著、白夜書房） 1991
- 『クリスマス・ファンタジー』（ちくま文庫） 1992
- 『ヴィクトリア朝空想科学小説』（ちくま文庫） 1994
- 『フランケンシュタインの子供』（角川ホラー文庫） 1995
- 『天使と悪魔の物語』（ちくま文庫） 1995
- 『コンプリート・ディーン・クーンツ』（芳賀書店） 1999
- 『リドリー・スコット フィルムメーカーズ16』（責任編集、キネマ旬報社） 2001

### 翻訳
- 『世界オカルト事典』（サラ・リトヴィノフ編、講談社） 1988
- 『魔道師の杖』（ヴィクター・ケラハー、社会思想社、現代教養文庫） 1989
- 『ファンハウス』（ ディーン・R・クーンツ、扶桑社ミステリー） 1990
- 『超オカルト』（コリン・ウィルソン、共訳、ペヨトル工房） 1993
- 『悪夢の種子 スティーヴン・キングインタビュー』（ティム・アンダーウッド,チャック・ミラー編、監訳、共訳、リブロポート） 1993
- 『熱い罠』（ジョン・プレストン、白夜書房） 1993
- 『美しい獲物』（アーロン・トラヴィス、白夜書房） 1994
- 『熱帯雨林の彼方へ』（カレン・テイ・ヤマシタ、白水社） 1994、のち新潮社 2014
- 『ジャーク』（デニス・クーパー、白水社） 1995
- 『K - パックス』（ジーン・ブルーワー、角川文庫） 1995
- 『マーティ』（スティーヴン・キング、学研ホラーノベルズ） 1996
- 『必携スティーヴン・キング読本 恐怖の旅路』（ジョージ・ビーム編、共訳、文藝春秋） 1996
- 『荒地（暗黒の塔3）』（スティーヴン・キング、角川書店） 1997、のち改題『ダーク・タワー』（新潮文庫） 1999
- 『ヴァンパイア・コレクション』（キングほか、ピーター・ヘイニング編、共訳、角川文庫） 1999
- 『瞬きよりも速く』（レイ・ブラッドベリ、伊藤典夫,村上博基共訳、早川書房） 1999、のち文庫 2012
- 『魔道師の虹（暗黒の塔4）』（スティーヴン・キング、角川書店） 2000、のち文庫 2002
- 『伝説は永遠（とわ）に1』（ロバート・シルヴァーバーグ編、共訳、ハヤカワ文庫） 2000
- 『人狼の四季』（スティーヴン・キング、学研M文庫） 2000
- 『スマートカント』（アーヴィン・ウェルシュ、青山出版社） 2001
- 『ライヴ・ガールズ』（レイ・ガートン、文春文庫） 2001
- 『光の旅人』（ジーン・ブルーワー、角川文庫） 2002
- 『ぬいぐるみ団オドキンズ』（ディーン・R・クーンツ、早川書房） 2002
- 『オリエント急行戦線異状なし』（マグナス・ミルズ、DHC） 2003
- 『終焉』（ジョン・アップダイク、青山出版社） 2004
- 『未来少女アリス』（ジェフ・ヌーン、ハヤカワ文庫） 2004
- 『イデアの洞窟』（ホセ・カルロス・ソモサ、文藝春秋） 2004
- 『バイオハザード1 アンブレラの陰謀』（S・D・ペリー、中央公論新社、C・NOVELS） 2004
- 『バイオハザード2 悪夢の洞窟』（S・D・ペリー、中央公論新社、C・NOVELS） 2004
- 『バイオハザード3 死者の街』（S・D・ペリー、中央公論新社、C・NOVELS） 2005
- 『初恋の道』（マーク・デイビッド・ハットウッド、小学館） 2005
- 『ヴァイオレット・アイ』（スティーヴン・ウッドワース、SB文庫） 2006
- 『チックタック』（ディーン・クーンツ、扶桑社ミステリー） 2008
- 『コロンブスそっくりそのまま航海記』（ロバート・F・マークス、朝日新聞出版） 2009
- 『ロバート・パティンソン・アルバム』（ポール・ステニング、INFASパブリケーションズ） 2009
- 『装飾庭園殺人事件』（ジェフ・ニコルスン、扶桑社ミステリー） 2011
- 『憎鬼』（デイヴィッド・ムーディ、武田ランダムハウスジャパン） 2011
- 『ウォーキング・デッド』1 - 7（ロバート・カークマン企画・作、トニー・ムーア, チャーリー・アドラード, クリフ・ラスバーン作画、飛鳥新社） 2011 - 2015
- 『ウォーキング・デッド』8 - 10(ロバート・カークマン企画・作、トニー・ムーア, チャーリー・アドラード, クリフ・ラスバーン作画、ヴィレッジブックス） 2018 - 2019
- 『ハビビ』1 - 2（クレイグ・トンプソン、TOブックス） 2012
- 『ビッグ・ドライバー』（スティーヴン・キング、高橋恭美子共訳、文藝春秋、文春文庫） 2013
- 『スティーヴン・キング大全』（ベヴ・ヴィンセント、河出書房新社） 2024

### 監修
- 『幻想文学大事典』【日本版】（ ジャック・サリヴァン編、高山宏共監、国書刊行会） 1999

## ラジオ出演
- 「怪奇幻想ミステリーはお好き？ その誕生から日本における受容まで」（NHK、NHKカルチャーラジオ、文学の世界）　2014.1 - 3